# Xe tăng Sabra
Sabra là một loại xe tăng do tập đoàn Israel Military Industries (viết tắt IMI hay Taas) của Israel phát triển tại Nhà máy sản xuất vũ khí hạng năng Slavin ở Ramat Hasharon; loại tăng này thực ra là một phiên bản hiện đại hóa sâu rộng của xe tăng M60 Patton. Do hiện đại hóa sâu, Sabra có bề ngoài giống Merkava hơn là M60 của Mỹ, với các cạnh nhọn và trông có vẻ đường nét hơn. Các bề mặt có độ dốc lớn hơn giúp cải thiện đáng kể khả năng bảo vệ của xe tăng. Sabra có một hệ thống vũ khí mạnh mẽ và chính xác hơn, động cơ nhanh, mạnh hơn, khả năng bảo vệ của lớp giáp, và khả năng chiến đấu của toàn bộ xe tăng cũng tốt hơn nhiều so với phiên bản M60 nguyên thủy.

## Mô tả
Đầu thập niên 2000, Bộ quốc phòng Thổ Nhĩ Kỳ đã tổ chức đấu thầu gói nâng cấp cho lực lượng M60A3 đã cũ đang có trong trang bị. Một đề nghị hiện đại hóa M60 dưới cái tên M60 2000 đã được General Dynamics Land Systems, Hoa Kỳ đưa ra với quân đội Thổ Nhĩ Kỳ. Tuy nhiên, cuối cùng, Thổ Nhĩ Kỳ đã lựa chọn phương án Sabra Mk.II của tập đoàn IMI, Israel  cho chương trình này, một hợp đồng nâng cấp trị giá 688 triệu Đô la Mỹ  đã được hai bên ký kết vào ngày 29 tháng 3 năm 2002. Chiếc Sabra Mk.II đầu tiên được thử nghiệm ở Thổ Nhĩ Kỳ tháng 10 năm 2005 và vượt qua các đợt sát hạch sau cùng vào tháng 5 năm 2006. Tổng cộng đã có 170 chiếc M60 được nâng cấp lên chuẩn Sabra Mk.II từ năm 2007 đến tháng 4 năm 2009, thực hiện bởi Bộ Chỉ huy Trung tâm Bảo trì số 2 của Quân đội Thổ Nhĩ Kỳ và sử dụng các linh kiện do IMI cung cấp.
Sabra có trọng lượng chiến đấu 55 tấn, chiều dài xe (kể cả nòng súng hướng về phía trước) 9,4 m, chiều rộng khi chưa lắp vỏ giáp 3,63 m, chiều cao 3,05 m.
Cũng như nguyên mẫu Patton, kíp chiến đấu của Sabra bao gồm bốn người: lái xe, chỉ huy trưởng, xạ thủ và người nạp đạn.

## Hệ thống vũ khí
Vũ khí chính của Sabra là pháo 120mm tương tự như loại pháo được phát triển bởi IMI cho xe tăng chiến đấu chủ lực Merkava Mk.III. Pháo được gắn thiết bị cản khói thuốc tràn ngược về tháp pháo và ốp lót cách nhiệt để tối đa hóa xác suất đợt bắn đầu tiên bằng cách giảm biến dạng do nhiệt gây ra. Xe tăng mang được 42 viên đạn. Pháo 120mm có tầm bắn xa hơn và độ xuyên tốt hơn so với pháo 105mm. Nó có thể bắn được tất cả các loại đạn 120mm của NATO, bao gồm cả đạn thanh xuyên động năng có guốc ốp nòng. Ngoài ra, xe còn được lắp thêm thiết bị ảnh nhiệt và hệ thống điều khiển bắn có khả năng bắn chính xác trong khi xe đang hành tiến. 
Pháo 120mm được điều chỉnh phù hợp với các kích cỡ tháp pháo nhỏ hơn. Tháp pháo nâng cấp và có hệ thống bảo vệ nhằm tăng cường khả năng chịu đựng trước sự phá huỷ của các loại đạn hoả tiễn đối phương.
Ngoài pháo chính 120 mm và súng máy 12,7 mm gắn trên tháp chỉ huy (đối với các biến thể Mk II, Mk III), súng máy đồng trục 7,62mm hoặc 5,56mm gắn bên ngoài. Sabra còn trang bị được súng cối 60mm phát triển bởi Soitam (trụ sở đặt tại Haifa) để chống máy bay và để tự vệ.

## Hệ thống điều khiển hỏa lực
Hệ thống điều khiển lai của tháp pháo bao gồm hệ thống nâng pháo bằng thủy lực và hệ thống quay tháp pháo bằng điện. Sabra trang bị hệ thống điều khiển hoả lực kỹ thuật số Knight, được cung cấp bởi công tyEl-Op (Electro-Optics) Industries Ltd ở Rehovot và Elbit Systems ở Haifa. Hệ thống điều khiển hỏa lực được tích hợp vào điều khiển tháp pháo và chủ động kiểm soát các động lực tháp pháo. Hệ thống ổn hướng cho kính ngắm giúp tăng tình ổn định và khả năng bắn chính xác cho pháo chính khi đứng yên hoặc di chuyển. Hệ thống có 4 chế độ: chế độ ổn định với trục súng lệ thuộc vào đường ngắm, chế độ phụ thuộc khi đường ngắm của xạ thủ phụ thuộc vào trục súng, chế độ không ổn định và chế độ hỗ trợ sử dụng bằng tay trong trường hợp khẩn cấp.
Pháo chính có thể khai hoả từ xạ thủ hoặc trưởng xa. Vị trí của xạ thủ gắn kính tiềm vọng của EL-OP với hệ số phóng đại x8 vào ban ngày và x5.3 vào ban đêm.  Kính ngắm được ổn hướng 2 trục. Hệ thống đo xa laser Nd:YAG không gây hại cho mắt hoạt động trong phạm vi từ 200-9995 mét với độ chính xác -/+5 mét. 

## Hệ thống bảo vệ
Sabra được trang bị giáp phản ứng nổ và phòng hộ tích cực có cấu trúc module. Các module giáp này có thể thay đổi tùy thuộc vào tình hình chiến đấu và các mối đe dọa tiềm năng. 
Khi đạn, nhiên liệu phát nổ, bốc cháy, cửa phòng chống cháy nổ tự động mở, để giải phóng áp suất nổ ra ngoài. Sabra sử dụng hệ thống chữa cháy tự động tiên tiến có thể dập tắt đám cháy trong xe trong thời gian ngắn, đảm bảo an toàn cho kíp lái.
Ngoài ra, xe tăng còn được trang bị 8 ống phóng lựu đạn khói ở trên tháp chỉ huy, hai bên pháo chính. Các ống phóng lựu có tác dụng tạo ra màn khói ngụy trang, giúp xe tăng có thể lẩn trốn sau khi thực hiện nhiệm vụ, làm giảm hiệu quả của các thiết bị phát hiện quang hồng, quang điện tử, hồng ngoại, laser…, góp phần bảo vệ xe tăng trước sự tấn công của đối phương.

## Khả năng cơ động
Động cơ của Sabra là động cơ diesel 4 kỳ làm mát bằng không khí General Dynamics AVDS-1790-5A, công suất 908 mã lực với tốc độ vòng quay là 2.400 vòng/ phút. Tỉ lệ giữa mã lực và tấn là 16.5 mã lực/ tấn.
Các bộ bánh di chuyển được nâng cấp cho khả năng đạt tốc độ cao và khả năng vượt hào, vượt dốc, vượt vách đứng, lội ngầm tốt hơn. 6 bánh lăn có hệ thống treo thanh xoắn, bộ giảm chấn piston, 3 bộ giảm xóc piston ở mỗi bên và xích guốc thép.
Tốc độ tối đa của Sabra là 48 km/h, nó có thể tăng tốc từ 0–32 km/h trong vòng 9.6 giây. Tầm hoạt động trên đường ghồ ghề là 450 km. Xe tăng có thể vượt dốc 60% và đi dốc nghiêng tới 30%, vượt hào rộng 2.6m và tường cao 0.91m. Khi không chuẩn bị, nó có thể lội nước sâu 1.4m, có chuẩn bị thì lội sâu 2.4m.

## Các phiên bản
Sabra Mk.I: Đây là phiên bản nâng cấp của MGH 7 Phiên bản này có tháp chỉ huy hình vòm, thấp hơn, được trang bị hệ truyền động Allison CD850-6BX và động cơ diesel Continental AVDS 1790-5A.Sabra Mk.I được tích hợp pháo chính 120mm MG253 do IMI thiết kế, vỏ giáp được cải tiến và hệ thống điều khiển bắn Knight sản xuất bởi Elbit Systems.
Sabra Mk.II / M60T: Trong khi Mk.I sử dụng tháp pháo thấp thì Mk.II mang tháp pháo cao và lớn kiểu M19 truyền thống của M60 cũ, cùng với đại liên 12,7 ly M85 thường thấy trên các xe tăng M60 của Thổ Nhĩ Kỳ. Sabra Mk.II cũng sử dụng hệ thống ngắm nhiệt độc lập dành cho trưởng xe (Commander's Independent Thermal Viewer - CITV). Mk.II cũng sử dụng động cơ MTU Friedrichshafen mạnh hơn mà Thổ Nhĩ Kỳ đã mua bản quyền chế tạo (MTU Turk A.S.), hệ thống truyền động Renk với 4 số tiến và 2 số lùi và giáp phản ứng nổ thế hệ mới thay vì sử dụng giáp thụ động, có thể thay thế nếu bị hư hỏng. Phiên bản Mk.II do Bộ Chỉ huy Trung tâm Bảo trì số 2 của quân đội Thổ Nhĩ Kỳ tiến hành nâng cấp và sử dụng các linh kiện của IMI. Thổ Nhĩ Kỳ đã mua bản quyền chế tạo và sản xuất tất cả các hệ thống của Sabra trừ vỏ giáp. Sabra Mk.II có thể chứa 500 lít nhiên liệu diesel.
Sabra Mk.III: Sabra Mk.III được trang bị thêm một súng máy điều khiển từ xa, giáp phản ứng nổ, hệ thống kiểm soát hỏa lực, hệ thống cảnh báo RWR/hồng ngoại và dàn bánh xích thiết kế theo kiểu của Merkava Mk.IV. Các xe tăng này cũng sử dụng động cơ diesel của Đức trang bị trên Sabra Mk II.